# Tauno Kovanen
Tauno Kovanen (Kuru, Finlandia, 20 de junio de 1917-Lahti, 9 de febrero de 1986) fue un deportista finlandés especialista en lucha grecorromana donde llegó a ser medallista de bronce olímpico en Helsinki 1952.

## Carrera deportiva
En los Juegos Olímpicos de 1952 celebrados en Helsinki ganó la medalla de bronce en lucha grecorromana estilo peso pesado, tras el soviético Johannes Kotkas (oro) y el checoslovaco Josef Růžička (plata).